# Atolla (meduză)
Atolla wyvillei, cunoscută și sub denumirea de meduza Atolla sau Meduza Coronata, este o specie de meduze cu coroană de mare adâncime (Scyphozoa: Coronatae). Trăiește în oceanele din întreaga lume. Ca multe specii de animale de la adâncime medie, are o culoare roșie profundă. Această specie a fost numită în onoarea lui Sir Charles Wyville Thomson, om de știință șef al expediției Challenger. 
Are de obicei 20 de tentacule marginale și un tentacul hipertrofiat, care este mai mare decât restul. Se consideră că acest tentacul lung de finală facilitează captarea prăzilor. 
Această specie este bioluminescentă .Când este atacat, lansează o serie de licăriri a căror funcție este de a atrage atenția prădătorilor care vor fi mai interesați de atacator decât de sine. Acest lucru a câștigat animalului porecla de „meduză de alarmă”. 
Biologul marin Edith Widder a creat un dispozitiv bazat pe sclipirile de alarmă ale meduzei Atolla, denumite E-jelly, care a fost utilizat cu succes și eficient pentru a ademeni animale misterioase și rareori văzute pentru filme și documentare. Mimetica dispozitivului animalului viu a fost astfel încât a ademenit cu succes un calamar gigant într-o expediție finanțată de Discovery Channel și NHK pentru a găsi creatura. 

## Descriere
Corpul meduzei Atolla wyvillei are o formă de clopot și are mai multe tentacule moderat de lungi de-a lungul clopotului. Clopotul are în jur de 20-174 mm în diametru. De asemenea, are un singur tentacul lung numit tentacul hipertrofiat. Acest tentacul hipertrofiat are mai multe scopuri, inclusiv pentru prădare, dar și în reproducere. Aceste meduze nu au sisteme digestiv, respirator, circulator sau nervos central. Faptul că nu are un sistem nervos central înseamnă că îi lipsește creierul. 

## Distribuție și habitat
Atolla wyvillei se găsește pe tot globul la adâncime medie în oceanul planetar. S-au găsit dovezi despre acestea la o adâncime cuprinsă între 1.000 și 4.000 de metri, o zonă numită în mod obișnuit „Zona Midnight” (Necunoscut, 2013). 

## Comportament și ecologie

### Reproducere
Atolla wyvillei se poate reproduce în două moduri diferite. Se poate reproduce asexual ca multe alte specii de meduze. Acest proces implică dezvoltarea în polipi care apoi produc muguri care cresc în larve. Atolla wyvillei se poate reproduce și sexual. Se agață de un alt Atolla wyvillei, prinzându-l cu tentaculul hipertrofiat și trăgându-se către celălalt pentru a se împerechea. 

### Hrănire
S-a descoperit că Atolla wyvillei se hrănește cu crustacee și alți nutrienți plutitori. Atolla wyvillei își poate capta prada prin utilizarea tentaculului său hipertrofiat. Își poate prinde pasiv prada lăsând tentaculul extins, prinzând lucruri care pot pluti în apropiere. 

### Bioluminiscență
Bioluminescența este producerea de lumină vizibilă de către un organism viu (Herring 2004). Bioluminescența este un fenomen comun la animalele marine care se găsesc în marea profundă. Atolla wyvillei a adaptat un răspuns de siguranță pentru a evita pradătorii. Când Atolla wyvillei este atacat produce o serie de licăriri albastre. Rata de propagare a acestor sclipiri este de 5-50 cm s-1 și se propagă în unde circulare (Herring 2004). Datorită acestor sclipiri albastre, Atolla wyvillei a fost supranumită „meduză de alarmă”. Se crede că scopul acestor sclipiri este de a atrage un prădător mai mare decât cel care o atacă (Herring 2004). Este o încercare de a-l speria pe prădătorul care îl atacă cu un prădător mai mare care ar putea prăda pe prădător. 

## Amenințări
Au existat dovezi că Atolla wyvillei este atacată de creveți (Moore, 1993). O rudă apropiată a speciilor Atolla, meduza de coroană este consumată ca delicatesă în Japonia (Seaunseen, 2014). 